# Pavel Bartík
Pavel Bartík (ur. 19 marca 1981 w Zwoleniu) – słowacki siatkarz, grający na pozycji środkowego i atakującego. Jego atrybuty fizyczne to 204 cm i 101 kg.
Zasięg w ataku to 350 cm, a zasięg w bloku Bartika wynosi 338 cm. Do największych sukcesów należy start na MŚ kadetów w Arabii Saudyjskiej w roku 1999, a także start na Mistrzostwach Świata do lat 20 rozgrywanych w Polsce. Był uczestnikiem Mistrzostw Europy w roku 2001 rozgrywanych w czeskiej Ostrawie i Mistrzostwach Europy w roku 2003 rozgrywanych w Chorwacji. Na listę osiągnięć klubowych Bartík zaliczyć może dwukrotny tytuł mistrza, a raz tytuł wicemistrza Słowacji wraz z zespołem Matador Puchov.

## Sukcesy klubowe
Mistrzostwo Słowacji:
- 2002, 2003
- 2001

Puchar Słowacji:
- 2003